# Irene Tinagli
Irene Tinagli, née le 16 avril 1974 à Empoli, est une économiste, professeur et une femme politique italienne.

## Biographie
En 2009, elle contribue à la formation d'Italia futura.
De 2013 à 2018, elle est députée de Choix civique pour l'Italie (SC) puis du Parti démocrate (PD). 
Elle est élue députée européenne le 26 mai 2019, et devient présidente de la Commission des affaires économiques et monétaires, prenant la succession de Roberto Gualtieri lorsqu'il devient ministre des Finances en septembre 2019.

## Publications
- Talento da svendere, Einaudi, 2008  (ISBN 9788806185695).
- Un futuro a colori, Rizzoli, 2014  (ISBN 8817063673).
- La grande ignoranza. Dall'uomo qualunque al ministro qualunque, l'ascesa dell'incompetenza e il declino dell'Italia. Rizzoli, 2019  (ISBN 9788817104005).